# Leptoteratura symmetrica
Leptoteratura symmetrica är en insektsart som beskrevs av Yamasaki 1988. Leptoteratura symmetrica ingår i släktet Leptoteratura och familjen vårtbitare. Inga underarter finns listade i Catalogue of Life.